# Tomáš Schilla
Tomáš Schilla (* 29. prosince 1958) je český violoncellista. Na svůj nástroj začal hrát v první třídě základní školy. V osmdesátých letech hrál se skupinou Národní třída. V té době také spolupracoval se skupinou The Plastic People of the Universe. Podílel se na nahrávkách, ze kterých později vzešlo album Půlnoční myš (1987). Poté působil ve skupině Půlnoc, kterou založili dřívější členové Plastic People. V roce 1992 se stal členem obnovené skupiny DG 307 a v pozdějších dvaceti letech hrál na všech jejích nových nahrávkách, stejně jako na sólových nahrávkách jejího lídra Pavla Zajíčka. Rovněž působí ve skupině Krch-Off Band, kterou vede básník a zpěvák J. H. Krchovský. Také hraje s kapelou Echt!. Hostoval na deskách Psích vojáků, Tata Bojs, Stinky, Visacího zámku a dalších.

## Diskografie
- Půlnoční myš (The Plastic People of the Universe, 1987)
- Půlnoc (Půlnoc, 1990)
- City of Hysteria (Půlnoc, 1991)
- Uměle ochuceno (DG 307, 1992)
- Akusticky (Lorien, Déva a hosté, 1994)
- Jedné noci snil (Domácí kapela, 1996)
- Live in New York (Půlnoc, Elliott Sharp a Gary Lucas, 1996)
- Kniha psaná chaosem (DG 307, 1996)
- Měchožilovy písně lásky (Pod Černý vrch, 1998)
- Siluety (DG 307, 1998)
- Vlhkost v nočním autobusu / Je třeba si zvykat (Národní třída, 1999)
- Koncert (DG 307, 1999)
- Futuretro (Tata Bojs, 2000)
- Šepoty a výkřiky (DG 307, 2002)
- Těžko říct (Psí vojáci, 2003)
- Punk! (Visací zámek, 2005)
- Kakofonie cesty (Pavel Zajíček, 2007)
- Magický město vyhořelo (DG 307, 2008)
- Květy podzimu – barvy jara (DG 307, 2008)
- Dekadence – In Morbid Colours – La Décadanse Revisited (Monika Načeva a David Cajthaml, 2009)
- Veřejná zkouška (DG 307, 2009)
- Naposled (J. H. Krchovský & Krch-Off Band, 2009)
- Prolínání (Monika Načeva a Pavel Zajíček, 2010)
- Podobenství (Pavel Zajíček, 2011)
- V katedrálách ticha (DG 307, 2011)
- Krrrva! (Stinka, 2013)
- Životy? Nebo bludné kruhy? (DG 307, 2013)
- Jakože vůbec nic (J. H. Krchovský & Krch-Off Band, 2016)
- Pustina (Pavel Zajíček, 2017)
- Poutníci snu (DG 307, 2019)
- Jak sup letící nad krajinou snu (Pavel Zajíček, Agon Orchestra, DG 307, 2021)
- Vzpomínka na Mejlu (Live Fléda 2002–2013) (různí, 2021)
- Než bude svítat (Jiříkovo vidění, 2022)